# Tsurugi

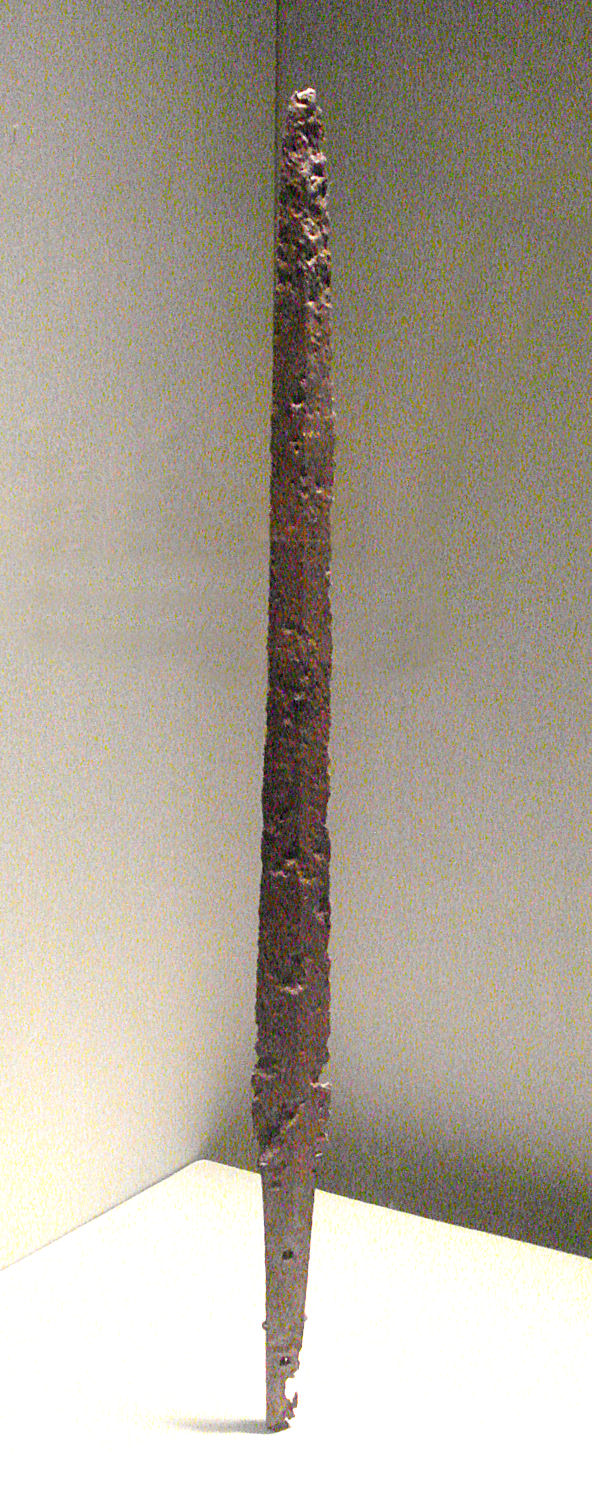
Tsurugi o Ken de doble filo, espada recta del período Kofun,.

Tsurugi (剣) es una palabra japonesa usada para referirse a cualquier tipo de espada ancha, o aquellas similares a las chinas (jian). La palabra se utiliza en occidente para referirse a un tipo específico de espada japonesa recta, de doble filo. En Japón es ya un arma propia de tiempos pasados y hace siglos que dejó de ser de uso común.

## Kusanagi-no-tsurugi
El nombre actual de la espada que es uno de los tres Tesoros Imperiales de Japón es «Kusanagi-no-Tsurugi».